# Juan Carlos Tabío
Juan Carlos Tabío est un réalisateur cubain, né le 3 septembre 1943 à La Havane et mort le 18 janvier 2021 dans la même ville.
Il est notamment connu pour avoir coréalisé Fraise et Chocolat (1993) avec Tomás Gutiérrez Alea.

## Filmographie
- 1973 : Miriam Makeba (court métrage)
- 1974 : Chicho Ibáñez (court métrage documentaire)
- 1974 : Soledad Bravo (court métrage documentaire)
- 1975 : Sonia Silvestre (court métrage)
- 1985 : Se permuta
- 1986 : Dolly back (court métrage)
- 1987 : La entrevista (court métrage)
- 1988 : Plaff ! Sortilèges à Cuba ? (Demasiado miedo a la vida o Plaff)
- 1993 : Fraise et Chocolat (Fresa y chocolate), coréalisé avec Tomás Gutiérrez Alea
- 1994 : El elefante y la bicicleta (ca)
- 1995 : Guantanamera, coréalisé avec Tomás Gutiérrez Alea
- 1998 : Enredando sombras (documentaire)
- 1998 : Lorca en La Habana (court téléfilm)
- 2000 : Liste d'attente (Lista de espera)
- 2003 : Aunque estés lejos (es)
- 2008 : La Corne d'abondance (es) (El cuerno de la abundancia)
- 2011 : Sept Jours à La Havane (segment Dulce amargo)